# Pulicaria diffusa
Pulicaria diffusa là một loài thực vật có hoa trong họ Cúc. Loài này được (Shuttlew. ex S.Brunner) B.Peterson miêu tả khoa học đầu tiên năm 1960.